# Jokern (roman)
Jokern är en roman skriven av Markus Zusak år 2002 (översatt till svenska av Anna Strandberg). Romanen har vunnit priset för 2003 års barnbok i Australien Romanen släpptes i USA under namnet I Am the Messenger. Hela historien är berättat utifrån huvudpersonens, taxichauffören Ed Kennedy perspektiv. Han beskriver och kommenterar händelseförloppet genom hela boken.. Boken följer Eds resa efter att han förhindrat ett rån och ha  fått ett spelkort på posten..

## Handling
Under ett besök på banken råkar  huvudpersonen Ed Kennedy, en nittonårog taxichaufför, av misstag förhindra ett rån. Efter att ha talat med polisen intervjuas han av lokala medier och utropas till hjälte. Innan polisen tar honom hinner rånaren dock lämna  ett meddelande till Ed som går ut på att han i Ed ser 'en död man'. Ed beklagar sig över sitt liv och det ansträngda förhållande till sin mor, Bev Kennedy, Eds pappa dog nyligen och lämnade Ed ensam med sin hund, som heter 'Portvakten'.. Ed bor själv i sin lägenhet och fördriver tiden genom att spela kort  med sina vänner. Bland hans vänner finns arbetslöse Richie, Marv som är en snål snickare; och Audrey, en kollega taxichaufför som Ed är kär i, även om hans känslor inte besvaras..

## Teater
År 2008 gjorde Ross Mueller en scenbearbetning av romanen som framfördes av "Canberra Youth Theatre".
2011 skrevs ytterligare en pjäs som bygger på romanen av Curtins Hayman Theatre Company. Den visades på "Subiaco Arts Center" i Perth i västra Australien.
År 2015 skrev Xavier Hazard och Archie Stapleton en pjäs som bygger på romanen. Pjäsen framfördes av Redfoot Youth Theatre Company, även den  i Perth.

## Utmärkelser
- Vinnare av New South Wales Premier's Literary Awards: Ethel Turner Prize for Young People's Literature (2003)
- Vinnare av CBCA-priset för årets barnbok i kategorin  äldre läsare (2003)[5]
- Vinnare av Publishers Weekly Best Books of the Year for Children (2005)
- Bulletin Blue Ribbon Book (2006)
- Vinnare av Michael L. Printz Award(2006)[6]
- Vinnare av Deutscher Jugendliteraturpreis (2007)